# Sha Tin
Sha Tin (chin. trad.: 沙田區) – jedna z 18 dzielnic Specjalnego Regionu Administracyjnego Hongkong Chińskiej Republiki Ludowej. 
Dzielnica położona jest w regionie Nowe Terytoria. Powierzchnia dzielnicy wynosi 69,46 km², liczba ludności według danych z 2001 roku 607 544, co przekłada się na gęstość zaludnienia wynoszącą 8842 os./km².